# سكوت بالمر
سكوت بالمر (بالإنجليزية: Scott Palmer)‏ هو لاعب اتحاد الرغبي نيوزلندي، ولد في 10 نوفمبر 1977 في بالميرستون نورث في نيوزيلندا.

## وصلات خارجية
- سكوت بالمر عل موقع إسبنسكروم (الإنجليزية)
- سكوت بالمر على موقع ItsRugby.co.uk (الإنجليزية)